# Земельне право

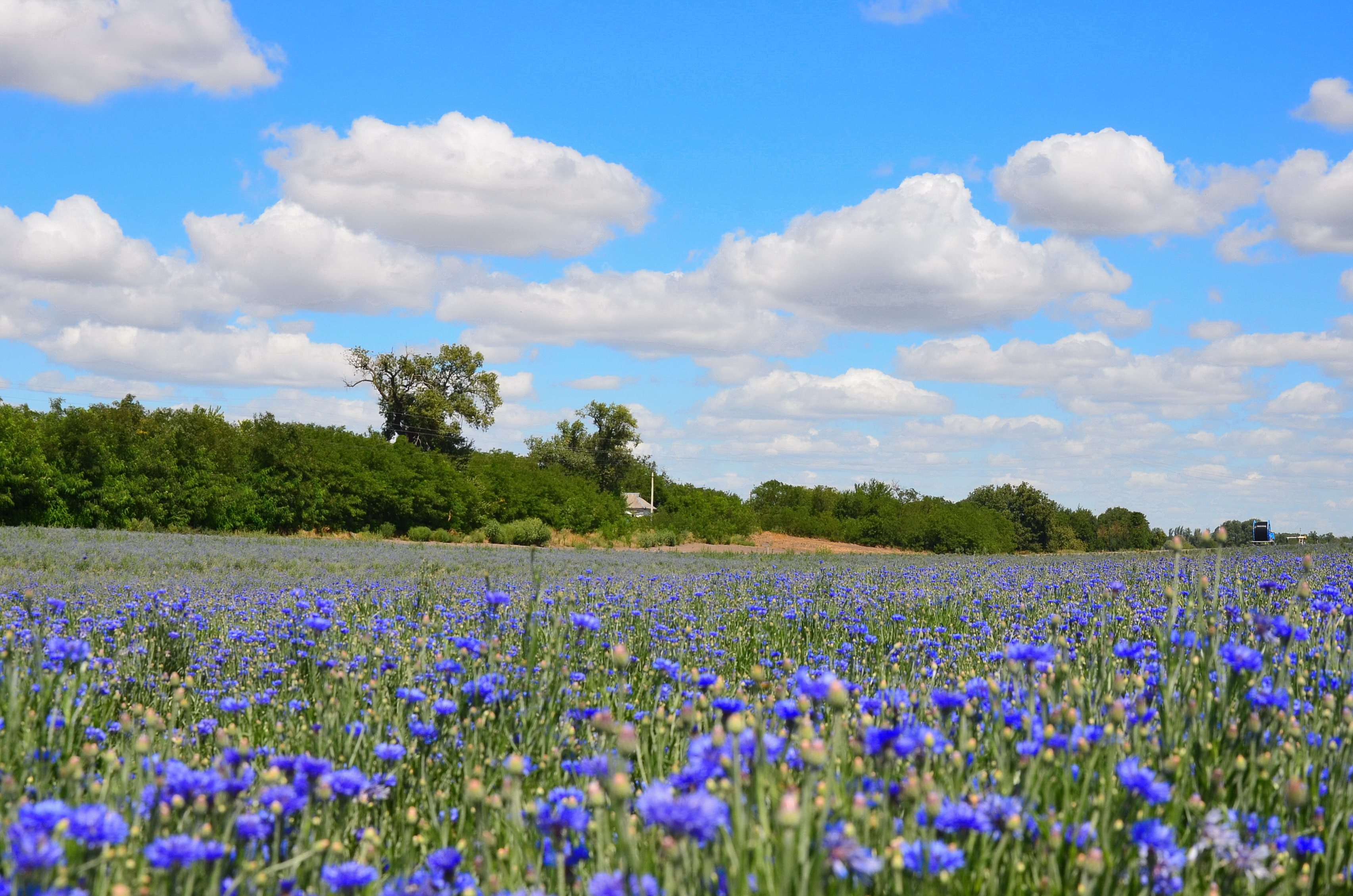
Синергетика земельного права та земної краси

Земе́льне пра́во — це  система юридичних норм, що регулюють суспільні відносини щодо раціонального використання й охорони земель, охорони прав землевласників і землекористувачів.
Доктринальною основою земельного права є норми Конституції України:   " Земля, її надра, атмосферне повітря, водні та інші природні ресурси, які знаходяться в межах території України, природні ресурси її континентального шельфу, виключної (морської) економічної зони є об'єктами права власності Українського народу. Від імені Українського народу права власника здійснюють органи державної влади та органи місцевого самоврядування в межах, визначених цією Конституцією. Кожний громадянин має право користуватися природними об'єктами права власності народу відповідно до закону" (ст. 13);  "Земля є основним національним багатством, що перебуває під особливою охороною держави. Право власності на землю гарантується. Це право набувається і реалізується громадянами, юридичними особами та державою виключно відповідно до закону" (ст. 14).
Враховуючи, що земля  природньо перебуває в єдності її надрами та водними й іншими природними ресурсами,  Кодекс України про надра закріплює правило: «Надра є виключною власністю Українського народу і надаються тільки у користування. Угоди або дії, які в прямій або прихованій формі порушують право власності Українського народу на надра, є недійсними» ( ст. 4). 
Земля – поверхня суші з ґрунтами, корисними копалинами та іншими елементами, водними, рослинними та іншими природними ресурсами, органічно поєднані з атмосферою та цілісною планетарною системою, функціонують і еволюціонують разом з життєдіяльністю самої людини та утворюють неповторну синергетичну природню домівку існування людства, яка досить вразлива, не терпить марнотратства, потребує бережного відношення та захисту.  Право  користування природними й іншими об'єктами суспільної власності потребує більш чіткого юридичного визначення та забезпечення.
З різних об’єктивних та суб’єктивних причин фактично весь період незалежності України триває земельна реформа, що за часом є світовим рекордом. У самому загальному вигляді правове становище наступне. Земля, її надра, атмосферне повітря, водні та інші природні ресурси, які знаходяться в межах території України, природні ресурси її континентального шельфу, виключної (морської) економічної зони є об’єктами права власності українського народу. Україна володіє значним земельним потенціалом, який становить 5,7 % території Європи. Із 60,3 млн гектарів майже 70 % становлять сільськогосподарські угіддя з високою родючістю.
В українському законодавстві є такий цікавий факт, який забороняє купувати негромадянам України землі сільськогосподарського призначення.
Земля може використовуватися в різних якостях: як засіб виробництва у сільському господарстві, як просторова база для розміщення різних об'єктів (шляхів, доріг, будівель, споруд і т.ін.), як частина навколишнього природного середовища тощо.
До специфічних особливостей землі як засобу виробництва можна віднести також її просторову обмеженість (необхідність використання земель в тій кількості, яка визначена природою), постійність місцезнаходження (необхідність використання земельної ділянки там, де вона розміщена), незамінимість (неможливість використання замість земель інших засобів виробництва).
Поряд із предметом правового регулювання до критеріїв галузі права відносять і метод правового регулювання — сукупність засобів і способів впливу правових норм на учасників земельних відносин. Метод земельного права складається із встановлених земельно-правовими нормами прав та обов'язків учасників земельних правовідносин і застосовування до них заходів державного примусу при невиконанні правових норм.
Для сучасного земельного права характерним є поєднання імперативного і диспозитивного методів правового регулювання.
Імперативний метод полягає у встановленні державою обов'язкових для виконання приписів і заборон та заходів юридичної відповідальності за їх невиконання. Цей метод відігравав переважну роль в умовах виключної власності держави на землю в радянський період. Сьогодні імперативні способи регулювання земельних відносин застосовується в основному до відносин, які складаються у сфері державного управління землею (ведення державного земельного кадастру, землеустрою, моніторингу земель тощо).
У сучасний період дедалі більше використовується диспозитивний метод регулювання земельних відносин, який передбачає можливість учасників земельних відносин самостійно визначати модель своєї поведінки, але у межах, визначених законом. Земельна реформа наділила суб'єктів земельних правовідносин широкими можливостями щодо здійснення угод із земельними ділянками.
Для сучасного земельного права став характерним і метод екологізації, який виражається у закріпленні вимог щодо покращення екологічної ситуації, екологічних принципів використання земель, захисту їх від негативних впливів виробничої та іншої діяльності.
Характерні для земельного права і свої галузеві принципи — нормативно-керівні засади регулювання усіх видів земельних відносин, а також реалізації земельно-правових норм. Ряд принципів земельного права закріплені безпосередньо у Земельному кодексі України. До них, зокрема, належать:
а) поєднання особливостей використання землі як територіального базису, природного ресурсу і основного засобу виробництва;
б) забезпечення рівності права власності на землю громадян, юридичних осіб, територіальних громад та держави;
в) невтручання держави у здійснення громадянами, юридичними особами та територіальними громадянами своїх прав щодо володіння, користування та розпорядження землею;
г) забезпечення раціонального використання та охорони земель;
ґ) забезпечення гарантій прав на землю;
д) пріоритету вимог екологічної безпеки.
Як і кожна галузь права, земельне право має свою систему — певну внутрішню структуру побудови галузі, порядок і послідовність розташування її правових інститутів.
За своєю структурою земельне право поділяється на загальну та особливу частини.
До загальної частини належать правові інститути, які мають загальний характер для всіх земель. До них можна віднести інститути права власності на землю; права користування землями та оренди земель; державного управління земельним фондом; охорони земель; відповідальності за порушення земельного законодавства та ін.
Особливу частину становлять правові інститути, які визначають правовий режим окремих категорій земель: сільськогосподарського призначення; житлової та громадської забудови; природнозаповідного фонду; оздоровчого призначення; рекреаційного призначення; історико-культурного призначення; лісового фонду; водного фонду; промисловості, транспорту, зв'язку, енергетики, оборони та іншого призначення.
В Україні прийнята Концепція загальнодержавної цільової програми використання та охорони земель  в якій констатовано, що земельний фонд України становить 60,4 млн. гектарів і характеризується надзвичайно високим рівнем освоєння. Близько 70 відсотків земельного фонду України становлять сільськогосподарські землі, близько 4 відсотків - забудовані землі. Разом з тим, зазначено, що надмірне розширення площі ріллі за рахунок схилових земель призвело до порушення екологічно збалансованого співвідношення земельних угідь: ріллі, природних кормових угідь, лісів та водойм, що негативно позначилося на стійкості агроландшафтів і спричинило значну техногенну ураженість екосфери. Внаслідок цього земельні ресурси прискореними темпами деградують, забруднюються та виснажуються, і при цьому не виробляється достатня кількість продовольства навіть для нинішнього покоління, ставляться під загрозу потреби майбутніх поколінь. Показники забруднення ґрунтів різними токсичними сполуками свідчать, що найбільшою небезпекою для навколишнього природного середовища і здоров’я населення є забруднення ґрунтів радіонуклідами, важкими металами, пестицидами, збудниками інфекційних хвороб.  Пропонується створити та упорядкувати водоохоронні зони і прибережні захисні смуги водних об’єктів, запровадити особливий режим використання земель на ділянках витоку річок; запровадити цілісну систему нормативно-правових актів і нормативно-технічних документів у галузі використання, обліку та охорони земель, здійснення інших заходів.
Повноваження органів державної влади та місцевого самоврядування в галузі охорони земель, питання державного контролю за використанням та охороною земель, система заходів у галузі охорони земель визначаються Законом України «Про охорону земель» 